# Mandataire social
Le mandataire social est une personne physique mandatée par une personne morale (société, entreprise, association…).
Il porte le titre de gérant (SARL, EURL) ou de président directeur général ou de directeur général (SA) et représente celui qui l'a mandaté dans tous les actes liés à la gestion de l'organisation qui lui a été déléguée.
Dans le cas de procédures collectives, dont la liquidation judiciaire, le recours à des mandataires est quasiment systématique.

## Responsabilités
Il est responsable de ses actes et rend des comptes :
- aux actionnaires qui l'ont nommé ;
- aux partenaires avec lesquels l'organisation est en relation ;
- aux instances légales publiques ou privées qui ont compétence pour le superviser ;
- et particulièrement aux instances de contrôle de l'application du droit social et du travail.

## Responsabilité ès-qualités ou personnelle
Le mandataire agit normalement ès-qualités, c'est-à-dire en tant que représentant de l'organisme duquel il tire son mandat. En cette qualité, si le mandataire est poursuivi ès-qualités, la responsabilité en cas d'erreurs reviendrait à l'entreprise ou l'organisme, ainsi que les obligations ou charges financières qui en découlent.
Cependant, le mandataire peut, par la gravité de certaines de ses erreurs ou négligences, engager sa propre responsabilité, personnelle. Il peut alors être poursuivi personnellement en responsabilité, par exemple sur le fondement de l'article 1240 du code civil. Le demandeur doit alors prouver l'existence d'une faute, le dommage ainsi que le lien de causalité entre ces deux éléments. Les mandataires bénéficient normalement d'assurances en responsabilité civile, auxquelles ils font appel lorsque leur responsabilité personnelle est engagée.
La jurisprudence est soucieuse d'exercer une distinction entre la responsabilité ès-qualités et la responsabilité personnelle du mandataire. D'autres textes, comme l'article R.237-1 du code de commerce par exemple, imposent un certain formalisme aux liquidateurs, ce qui peut permettre d'aider à distinguer la qualité du mandataire.